# 交響曲第1番 (ハンソン)
交響曲第1番ホ短調『ノルディック』 作品21は、ハワード・ハンソンが1922年に作曲した交響曲。

## 概要
ローマ留学中に作曲され、1923年5月30日、同地のアウグステオホールにて作曲者の指揮の下で初演された。
クーセヴィツキーはこの曲を絶賛し、ロマンティック交響曲作曲の引き金にもなった。『ノルディック』の名の通り、自身のルーツがスウェーデンにある事に肖って書かれた。また、金管や低音楽器がスウェーデン的な雰囲気を醸し出している。

## 編成
フルート3（1はピッコロ持ち替え）、オーボエ2、クラリネット2、ファゴット2、コントラファゴット、ホルン4、トランペット3、トロンボーン3、チューバ、ティンパニ、シンバル、ハープ、弦五部

## 構成
第1楽章 Andante solenne - Allegro con forza
ソナタ形式。弦楽合奏が序奏主題を提示した後、アレグロの主部が現れる。この主題は第2楽章と第3楽章にも用いられており、一種の循環形式を採用している。
第2楽章 Andante teneramente, con semplicita
「我が母に」と名付けられている。弦による導入部の後、オーボエが穏やかな主題を提示する。
第3楽章 Allegro con fuoco
「我が父に」と名付けられている。父の出身地スウェーデンの民謡が断片的に使われている。シンバルと金管による短い序奏の後、木管に第1主題が現れ、弦に受け渡される。